# XIVe gouvernement constitutionnel de Sao Tomé-et-Principe
République démocratique de Sao Tomé-et-Principe
XIIIe XVe
Le XIVe gouvernement constitutionnel de Sao Tomé-et-Principe (en portugais : XIV Governo Constitucional de São Tomé e Príncipe) est le quatorzième gouvernement de Sao Tomé-et-Principe. Il est en fonction du 14 août 2010 au 5 décembre 2012, sous le Premier ministre Patrice Trovoada, pour qui il s'agit de son deuxième, et les présidents de la République Fradique de Menezes puis Manuel Pinto da Costa.

## Composition initiale
La première composition du gouvernement est de neuf ministres et d'un secrétaire d'État, dont une seule femme. Trois personnes proviennent de la société civile : Manuel Salvador dos Ramos, ancien ambassadeur au Gabon et en Angola, qui prend ses fonctions comme ministre des Affaires étrangères, Américo dos Ramos, économiste chargé du portefeuille des Finances, et Carlos Vila Nova, cadre spécialisé dans le tourisme est nommé ministre des Travaux publics et des Ressources naturelles.

### Premier ministre
- Premier ministre : Patrice Trovoada

### Ministres
| Rôle                                                           | Titulaire                                |
| -------------------------------------------------------------- | ---------------------------------------- |
| Ministre des Affaires étrangères                               | Manuel Salvador dos Ramos                |
| Ministre des Affaires parlementaires et de la Décentralisation | Arlindo Ramos                            |
| Ministre de la Défense et de la Sécurité publique              | Carlos Olímpio Stock                     |
| Ministre de l'Éducation, de la Culture et de la Formation      | Abnildo d'Oliveira                       |
| Ministre des Finances et de la Coopération nationale           | Américo dos Ramos                        |
| Ministre de la Justice et de la Réforme d'État                 | Elísio Teixeira                          |
| Ministre de la Planification et du Développement               | Agostinho Quaresma dos Santos Fernandes  |
| Ministre de la Santé et des Affaires sociales                  | Ângela dos Santos José da Costa Pinheiro |
| Ministre des Travaux publics et des Ressources naturelles      | Carlos Vila Nova                         |
| Ministre secrétaire général du gouvernement                    | Afonso da Graça Varela da Silva          |

### Secrétaire d'État
| Rôle                                          | Titulaire           |
| --------------------------------------------- | ------------------- |
| Secrétaire d'État à la Jeunesse et aux Sports | Abénildo d'Oliveira |